# Sadkó

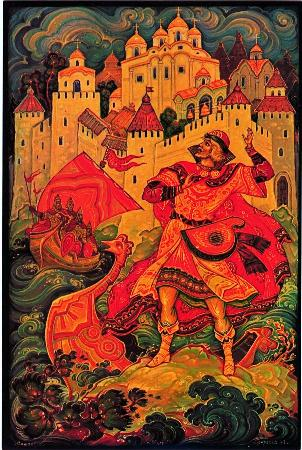
Sadkó, pintura de Pálej.

Sadkó (en ruso:Садко) es una bylina, una saga épica medieval de Rusia. El título es el nombre de su protagonista, un aventurero, mercader y músico de gusli de la ciudad de Nóvgorod.

## Trama
Sadkó era un pobre músico que se ganaba la vida tocando el gusli. Un día, entristecido porque nadie lo había contratado para amenizar sus fiestas se puso a tocar en la orilla del lago Ilmen. El zar del mar escuchó su música y se ofreció a ayudarle a conseguir dinero a cambio de que acudiera a tocar el gusli a la orilla del lago. Le dijo a Sadkó que se apostara con los mercaderes locales a que era capaz de pescar peces de oro en el lago Ilmen. Los mercaderes se rieron pero aceptaron la apuesta, pero Sadkó la ganó cuando el zar del mar le entregó los peces. Los mercaderes tuvieron que pagar la apuesta y Sadkó se convirtió en un rico mercader.

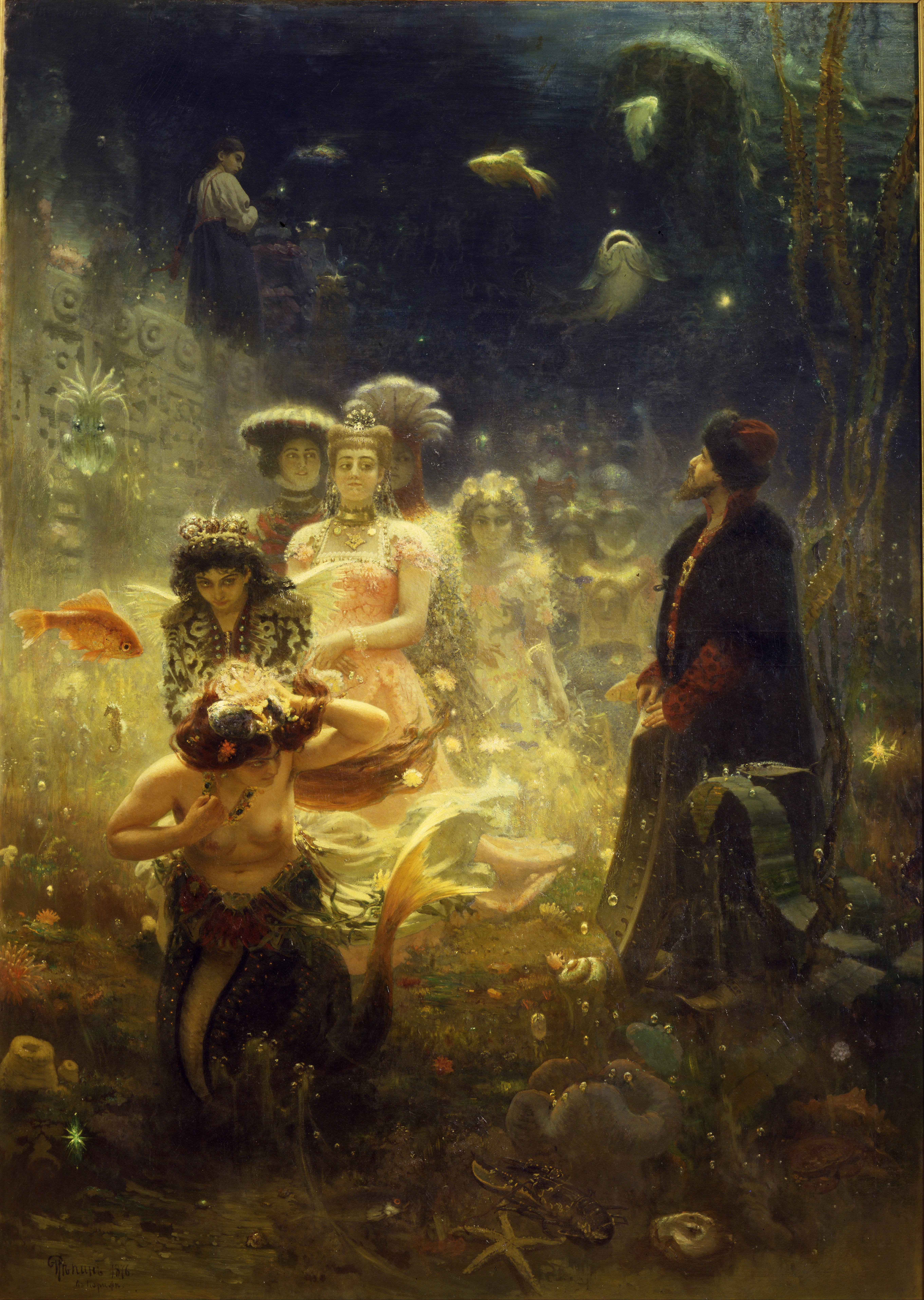
Sadkó en el Reino Subacuático, pintura de Iliá Repin.

Con la riqueza Sadkó también se convirtió en un hombre orgulloso e intentó controlar todo el comercio de Nóvgorod, pero al no conseguirlo rompió la promesa que le había hecho al zar del mar y no acudió a tocar el gusli a su corte. Mientras navegaba por el mar el zar provocó una tormenta que detuvo los barcos de Sadkó. Él y sus marineros intentaron apaciguar al zar arrojando oro al agua, pero la tormenta no cesó y la tripulación obligó a Sadkó a arrojarse al mar. Allí tuvo que tocar el gusli para el zar del mar. 
Cuando el zar del mar bailó comenzaron a producirse tormentas, y muchos barcos de Nóvgorod se hundieron. Los marineros rezaron a San Nicolás para que los salvase.
Una noche, mientras Sadkó descansaba a la orilla del mar, un anciano encanecido (San Nicolás) se acerca y le dice que los bailes del zar del mar provocaban tormentas y que tenía que romper su gusli. No obstante, el zar intentaría retenerlo a su lado ofreciéndole una esposa, y para liberarse Sadkó tendría que elegir a la de aspecto más horrible. Sadkó siguió el consejo del anciano y se libró de la servidumbre al zar del mar, despertando en la costa del lago Ilmen y reuniéndose con su familia en Nóvgorod, donde se convirtió en un hombre bueno y generoso que sería recordado con cariño en la ciudad.

## Variantes
En algunas variantes, Sadkó no es arrojado al mar por su tripulación, sino que es elegido para apaciguar al zar del mar echándolo a suerte con sus hombres. Esta variante está muy extendida, apareciendo por ejemplo en la Balada infantil 57 de Brown Robyn's Confession.

## Adaptaciones
En el siglo XIX, esta historia atrajo la atención de varios autores, sobre todo con la formación del nacionalismo eslavo, y sirvió como base para muchas obras derivadas, destacando especialmente el poema "Sadkó" de Alekséi Tolstói (1871-1872) y la ópera Sadkó, compuesta por Nikolái Rimski-Kórsakov, que también escribió el libreto. En 1922, el compositor inglés Kaikhosru Shapurji Sorabji escribió una transcripción de la Canción del mercader hindú como el tercero de sus Tres pastiches para piano. En 1953, Aleksandr Ptushkó dirigió la película Sadkó basada en la ópera. Una versión estadounidense y muy modificada de esta película titulada El viaje mágico de Simbad fue emitida en Mistery Science Theather 3000.

## Origen y  paralelismos históricos
Sadkó puede ser considerado una encarnación metafórica del príncipe Yaroslav I el Sabio. La liberación de Nóvgorod por Sadkó puede estar relacionada con el establecimiento de la República de Nóvgorod por Yaroslav. Sadkó también puede estar basado en el personaje Sedko Sitinits, que es mencionado en la Crónica Primera de Nóvgorod, como mecenas de la iglesia de piedra de Borís y Gleb construida en el Detinets en el año 1167.
Existen historias sobre reyes que gobiernan bajo tierra o bajo el mar que tras la llegada de héroes a sus reinos quieren retenerlos casándolos con sus hijas, una trama habitual en los cuentos de hadas. La "Leyenda del gobernante de las aguas de Ubbe" de origen kirguiz cuenta cómo un hombre llamado Amankul, tras sumergirse en el agua, encontró el reino de las aguas de Ubbe, sirviendo a su rey durante años y casándose con su hija antes de regresar a la superficie, donde con la ayuda de una varita mágica se hace rico.
Las fuentes más cercanas de la historia sobre Sadkó no están claras. El académico A.N. Veselovsky indica la similitud de la historia de Sadkó con un episodio de la historia francesa sobre "Tristan le Léonois": su protagonista, un pescador llamado Sadok, mata a su cuñado, que ha intentado matar a su esposa, y huye con ella en un barco; estalla una tormenta, que según el capitán del barco ha sido enviada por los pecados de uno de los pasajeros; Sadok es el culpable de la tormenta y se arroja al mar, tras lo cual la tormenta amaina. La similitud entre ambas historias, así como el parecido entre los nombres de Sadkó y Sadok sugieren que proceden de un mismo origen.
Vsevolod Miller sitúa el origen de la historia de Sadkó y el rey del mar en leyendas finlandesas y estonias: equipara al rey del mar con Ahto, que también es rey del mar y amante de la música, y a Sadkó con el músico y cantor Väinämöinen -